# Приказка
При́казка — жанр фольклорної прози, короткий сталий образний вислів констатуючого характеру, що має одночленну будову, нерідко становить частину прислів'я, але без висновку, і вживається в переносному значенні. Зміст її, на відміну від прислів'я, не має звичайно повчального характеру, їй властива синтаксична незавершеність. Досить часто це вкорочене прислів'я, наприклад: «як сніг на голову», «вивести на чисту воду», «лисячий хвіст», «вовчий рот», «собаку з'їв».

## Розмежування понять «приказка» і «прислів'я»
Подане визначення поняття приказка, зроблене з формального боку, акцентує са́ме на розмежуванні з поняттям прислів'я, яке, на відміну від приказки, є хоча й коротким, але твором узагальнювального характеру, тобто завершеним повним судженням, нерідко з двочленною структурою.
Загальною назвою для приказок, примовок, прислів'їв — є приповідки.
Унаочнити розмежування жанрів можна навівши приклади українських приказок і прислів'їв:
| Приказка                                                               | Прислів'я |
| ---------------------------------------------------------------------- | --- |
| Літа пливуть, як вода Коли рак на горі свисне Зима спита, де літом був | Рідна мова — не полова: її за вітром не розвієш Собака на сіні — і сам не гам, і нікому не дам В чужому оці порошинку бачить, а в своєму й сучка недобачає |

Особливістю приказок є те, що вона до сказаного зазвичай є як афористична ілюстрація. Натомість прислів'я є певним узагальненням. Часто приказка є скороченим прислів'ям.